# Kiełpin (województwo kujawsko-pomorskie)
Kiełpin (niem. Kelpin) – wieś w Polsce, położona w województwie kujawsko-pomorskim, w powiecie tucholskim, w gminie Tuchola, na Pojezierzu Krajeńskim, przy trasie drogi wojewódzkiej nr 237.
| SIMC    | Nazwa             | Rodzaj     |
| ------- | ----------------- | ---------- |
| 0929730 | Jesionowo         | część wsi  |
| 1037525 | Kiełpin-Wymysłowo | osada      |
| 0098565 | Na Polach         | przysiółek |
| 0098571 | Pod Lasem         | przysiółek |
| 0098588 | Stegny            | przysiółek |
| 0999759 | Trzcionek         | przysiółek |
| 0098594 | Wiśniówka         | przysiółek |

W 1943 roku okupanci niemieccy wprowadzili dla miejscowości nazwę Kelpen.
W latach 1954–1961 wieś należała i była siedzibą władz gromady Kiełpin, po jej zniesieniu w gromadzie Tuchola. W latach 1975–1998 miejscowość administracyjnie należała do województwa bydgoskiego. W skład sołectwa Kiełpin wchodzą również: Jesionowo, Kiełpin-Wymysłowo, Na Polach, Pod Lasem, Stegny, Trzcionek i Wiśniówka. Według Narodowego Spisu Powszechnego (III 2011 r.) wieś liczyła 848 mieszkańców. Jest trzecią co do wielkości miejscowością gminy Tuchola.
W miejscowości znajduje się szkoła podstawowa i kościół, a także obelisk upamiętniający 700-lecie wsi (1313-2013). Najstarszy dom w miejscowości spłonął w czasie pożaru w dniu 25 października 2012.